# Ri Un-hyang

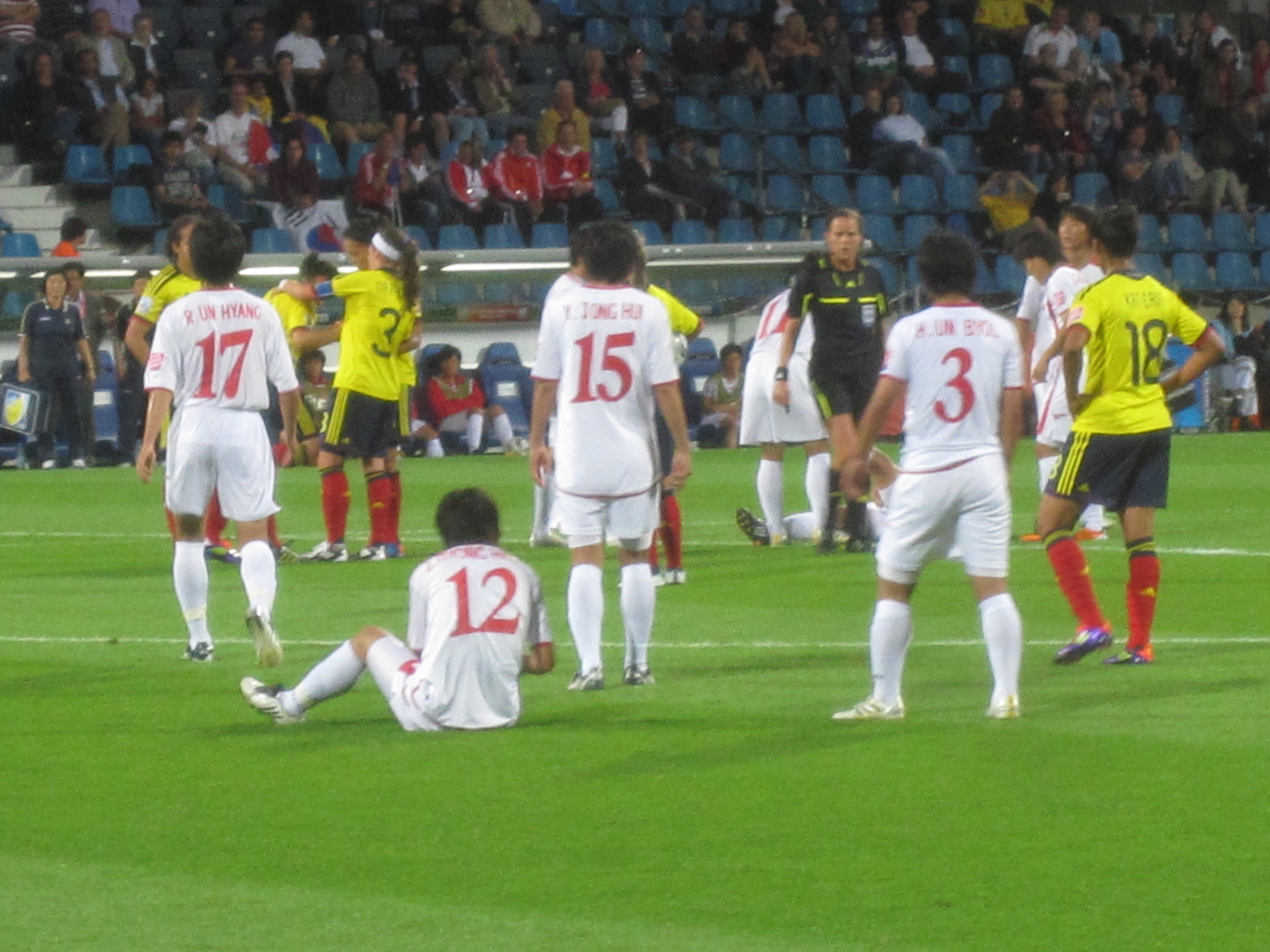
Ri 2011 beim WM-Spiel gegen Kolumbien (Rückennummer 17 links)

Ri Un-hyang (* 15. Mai 1988) ist eine nordkoreanische Fußballspielerin. Die Abwehrspielerin ist nordkoreanische Nationalspielerin.
Sie gewann mit Nordkorea die U-20-Weltmeisterschaft 2006 und wurde auch in das All-Star-Team des Turniers gewählt. 2007 konnten die Nordkoreanerinnen die U-19-Asienmeisterschaft gewinnen. Bei der U-20-Weltmeisterschaft 2008 unterlag Nordkorea im Endspiel gegen die USA. Bei den Olympischen Spielen 2008 gehörte Ri zum Kader, hatte aber keine Einsätze. Bei der Weltmeisterschaft 2011 in Deutschland bestritt sie alle drei Spiele. Dann wurde sie aber bei einer Dopingkontrolle positiv auf anabole Steroide getestet und für 18 Monate gesperrt. Nach ihrer Sperre wurde sie wieder in die Nationalmannschaft berufen. Sie gewann mit Nordkorea die Ostasienmeisterschaft 2013, bei der sie im letzten Spiel gegen China das 1:0-Siegtor köpfte.